# Carebara patrizii
Carebara patrizii é uma espécie de inseto do gênero Carebara, pertencente à família Formicidae.